# Weißgesicht-Sturmschwalbe

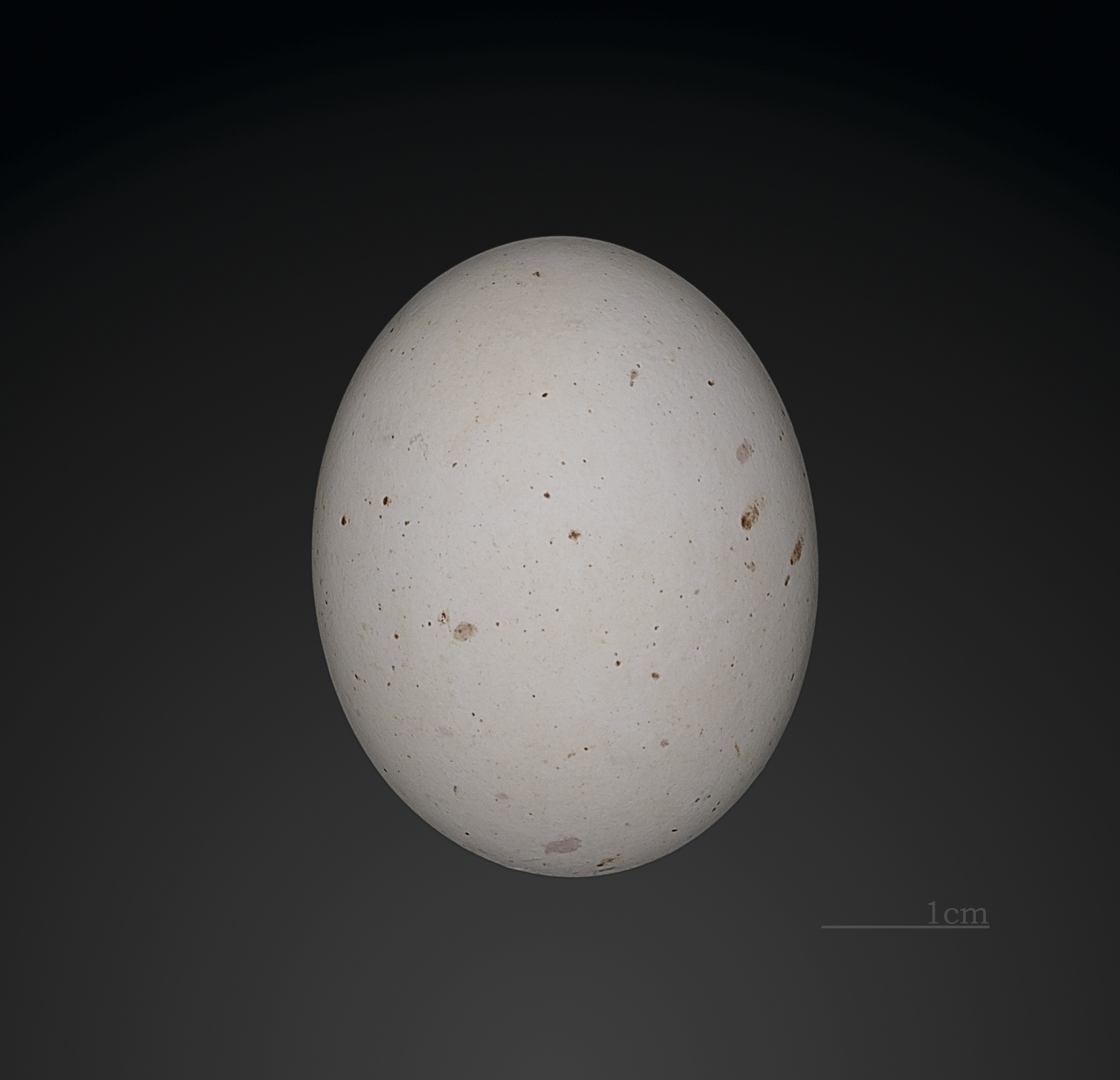
Ei der Weißgesicht-Sturmschwalbe

Die Weißgesicht-Sturmschwalbe (Pelagodroma marina), auch Fregattensturmschwalbe genannt, ist eine Art aus der Familie der Sturmschwalben. Sie kommt in sechs Unterarten vor, davon sind zwei in der West-Paläarktis vertreten. Im Gegensatz zu dem, was der Name impliziert, ist diese Art kein Schiffsfolger.

## Beschreibung
Die Weißgesicht-Sturmschwalbe ist aufgrund ihrer Gefiederzeichnung leicht von anderen Sturmschwalben zu unterscheiden. Der Scheitel ist graubraun, Nacken und Rücken sind dunkelgrau. Das Gesicht – inklusive Stirn, Überaugenstreif, Bartstreif und Kinn – ist wie die ganze Unterseite und die Unterflügeldecken weiß. Davon hebt sich eine dunkel graubraune Maske um das Auge herum ab, die bis auf die Wange reicht. Die grauen Halsseiten reichen bis auf die Brustseiten herab. Die Schwungfedern der rundlich-paddelförmigen Flügel sind schwarz und werden zu den Schirmfedern hin grauer. Die Randdecken und die Handdecken sind braun, die mittleren und großen Armdecken aschgrau. Der schwarze, kantige und kurze Stoß setzt sich deutlich gegen den aschgrauen Bürzel ab. Der Schnabel ist wie die auffallend langen Beine und Füße schwarz, die Schwimmhäute sind gelb.
Die Weißgesicht-Sturmschwalbe erreicht eine Körperlänge von zwanzig bis einundzwanzig Zentimeter. Zur Brutzeit wiegt sie zwischen 42 und 60 Gramm. Ihre Flügelspannweite beträgt 41 bis 43 Zentimeter. 
Der schnelle Flug dieser Art ist unruhig und seitlich pendelnd. Manchmal scheint der Vogel mit hängenden Beinen über die Wellen zu hüpfen.

## Stimme
Die Rufe aus den Bruthöhlen sind ein dumpfes, gereihtes kooh mit eingestreuten, kreischenden kiih-Lauten.

## Verbreitung und Bestand
Die Brutgebiete dieser Art sind die Kanaren, die Ilhas Selvagens und die Kapverden. Im Südatlantik kommt sie als Brutvogel auf den Inseln Tristan da Cunha und Gough sowie mehreren Inseln rund um Australien und Neuseeland vor. Die Weltpopulation ist sehr groß und beträgt mehrere Millionen Individuen. Auf dem Madeira-Archipel kommen 61.000 Brutpaare vor und auf den Kanaren brüten fünfzig bis sechzig Brutpaare.

## Lebensweise
In der Westpaläarktis ist die Art weitgehend auf warme und tiefe Meeresbereiche beschränkt. Brutkolonien finden sich auf kleinen ariden, häufig auch vulkanischen Inseln, die genügend Erdreich aufweisen, damit die Vögel ihre Bruthöhlen graben können. Weißgesicht-Sturmschwalben brüten in der Regel in Kolonien, außerhalb der Brutzeit sind sie jedoch in der Regel nur einzeln zu beobachten.  

## Belege

### Einzelbelege
1. ↑  Tuck/Heinzel, S. 82, s. Literatur
2. ↑   Bauer et al., S. 204